# Случайный адрес
«Случайный адрес» — советская молодёжная криминальная драма 1972 года режиссёра Игоря Ветрова по сценарию Александра Власова.

## Сюжет
Десятиклассник Славка Гунько выходит после отбытия года срока в колонии для несовершеннолетних, куда он попал за хулиганство. Многое поняв и передумав, продолжает учёбу и идёт работать на судостроительный завод, а не по «одному адресу», которым снабдили его в колонии «старшие». Однако по этому «случайному адресу» идёт его друг Женька — неплохой парень, но шалопай, избалованный состоятельными родителями, увлечённый лжеромантикой уголовного мира. Женька попадает в компанию тунеядствующей молодёжи, называющих себя «волосатиками» и под руководством преступника по кличке «Чемпион» и его соблазнительной подружки Ляльки превращающихся в банду грабителей…

Ненавязчиво, занимательно, в острой приключенческой манере фильм говорит о вещах серьезных и тревожных: о преступности среди молодежи, о том, как отдельные неустойчивые молодые люди в погоне за «сладкой» жизнью, за мнимой романтикой становятся на путь опасный и трагический, на путь, ведущий в тюрьму.— «Спутник кинозрителя», август 1973 года

## В ролях
- Валерий Провоторов — Славка Гунько
- Игорь Шкурин — Женька Мишута
- Пётр Глебов — Иван Куприянович, бригадир завода
- Всеволод Сафонов — Павел Николаевич Тимаков, подполковник милиции
- Анатолий Переверзев — Глеб
- Александр Милютин — Костя
- Стефан Мострянский — Василь
- Леонид Просяниченко — Степан
- Владимир Петров — Аскольд Шагайда
- Людмила Ефименко — Люба Волошко
- Елена Аминова — Лялька
- Сергей Иванов — стажёр
- Осип Найдук — оперативник
- Константин Степанков — Чиряев, тренер
- Вячеслав Прокопенко — Петрусь
- Юра Соловей — Кутя
- Сергей Грандо — Живчик
- Владимир Гончаров — отец Женьки, археолог
- Екатерина Крупенникова — мать Женьки
- Валентин Грудинин — директор завода, Борис Болдыревский
- Николай Маруфов — покупатель дачи
- Лев Перфилов — доктор
- Наталья Наум — мама Стасика
- Борис Болдыревский — эпизод